# Деньо Манев
Деньо Манев е български общественик.

## Биография
Роден е около 50-те години на 19 век в пловдивското село Розовец в семейството на Мане Денюв. Родът му има лоша слава, тъй като дядо му Дене Манюв е осъден на смърт от Добри войвода за издевателства над сиромасите, а баща му е начело на банда цигани и българи и участва в преследване на четата на Хаджи Димитър.
В периода 1882 – 1893 г. Манев е писар в Брезовския околийски съд. От май 1899 г. е общински съветник, като преди това е бил член на Окръжния съд и негов секретар. Манев е народен представител. Между 9 януари и 31 март 1914 г. е председател на тричленната комисия, а оттогава до 4 юли 1918 г. е кмет на град Пловдив.
Манев е осъден през 1920 г. за използване на общински работници и материали за собствени нужди и за получаване на подкуп в размер на 10 000 лева.